# Masami Teraoka
Masami Teraoka (寺岡 政美, Teraoka Masami), né en 1936 à Onomichi dans la préfecture de Hiroshima au Japon, est un artiste contemporain japonais. Son œuvre comprend des gravures sur bois influencées par l'Ukiyo-e et des peintures à l'aquarelle et à l'huile. Il est connu pour son travail qui fusionne l'esthétique traditionnelle du style Edo avec les icônes de la culture américaine.

## Biographie

### Jeunesse et formation
Masami Teraoka naît dans la ville d'Onomichi, dans la préfecture d'Hiroshima, au Japon. Il étudie de 1954 à 1959 à l'Université Kwansei gakuin de Kobe, au Japon, où il obtient sa licence universitaire en esthétique. Il s'installe aux États-Unis en 1961. De 1964 à 1968, il fréquente l'Otis Art Institute, devenu depuis l'Otis College of Art and Design de Los Angeles, où il obtient un Bachelor of Fine Arts puis un Master of Fine Arts. Il reçoit en 2016 un doctorat honorifique en beaux-arts de l'Otis College of Art and Design.

### Peinture
Le style pictural de Masami Teraoka allie l'esthétique traditionnelle japonaise du style Edo aux sujets icôniques de la culture américaine. Ses premières œuvres consistent principalement en des aquarelles et des gravures qui imitent les qualités plates et audacieuses des gravures sur bois ukiyo-e. Ces peintures, réalisées après son arrivée aux États-Unis, représentent souvent l'affrontement des deux cultures. Des séries comme McDonald's Hamburgers Invading Japan (« Les hamburgers McDonald envahissant le Japon ») et 31 Flavors Invading Japan (« 31 parfums envahissant le Japon ») caractérisent les thèmes de son œuvre au cours de cette période. Ces pièces mélangent la réalité et la fantaisie, l’humour et le commentaire, l’histoire et l'actualité,.
Dans les années 1980, Masami Teraoka change de palette artistique et de dimension pour représenter notamment le SIDA comme sujet, transformant ses peintures dérivées de l’ukiyo-e en un monde plus sombre. Lors d’un voyage en Australie en 1989, il se rend compte que le grand public comme certains médecins ne comprennent pas pleinement l’impact que le virus peut avoir sur la population australienne. Il crée des aquarelles basées sur des estampes traditionnelles montrant des renards qui représentent, dans le folklore japonais, des esprits divins qui interviennent comme des messagers.
Il réalise à partir de la fin des années 1990 des peintures narratives à grande échelle inspirées de peintures célèbres de la Renaissance, plutôt que des estampes japonaises. Ces peintures font référence à des problèmes sociaux et politiques récents, comme les attentats du 11 septembre 2001 et les abus sexuels dans l'Église catholique. Ainsi le tableau The Cloisters / Tsunami, qui fait partie de la collection du Honolulu Museum of Art, représente la tour de Babel dédoublée comme les tours jumelles du World Trade Center, et les prêtres tombant. Ce même tableau comporte également un autoportrait dans le coin supérieur gauche. Cette série représente aussi les abus sexuels au sein de l'Église catholique.
Masami Teraoka fait l'objet de plus de 70 expositions personnelles, dont beaucoup sont répandues à travers le monde, notamment celles organisées par le Whitney Museum of American Art à New York en 1980, le Contemporary Museum à Honolulu en 1988, et la Yale University Art Gallery à New Haven en 1998. En 1996, il est présenté dans une exposition personnelle à la galerie Arthur M. Sackler de la Smithsonian Institution à Washington et en 1997 au Asian Art Museum de San Francisco.
Masami Teraoka reçoit de nombreuses subventions, bourses et prix pour son oeuvre. Il est dinstingué à deux reprises par l'Académie américaine des arts et des lettres de New York et reçoit deux bourses du National Endowment for the Arts, l'agence culturelle des États-Unis.

### Vie personnelle
Masami Terakoa est divorcé de Lynda Hess et vit à Hawaï.

## Œuvres les collections publiques
Les œuvres de Masami Teraoka sont présentes dans plus de cinquante collections publiques à travers le monde, notamment au Crocker Art Museum à Sacramento, en Californie ; au Musées des Beaux-Arts de San Francisco, en Californie également ; à l'Asian Art Museum de San Francisco ; au Smithsonian American Art Museum à Washington D.C. ; au Honolulu Museum of Art, à Hawaï ; au Musée d'Art du comté de Los Angeles, en Californie ; au Metropolitan Museum of Art, à New York ; à la National Portrait Gallery, à Washington D.C. ; à la Tate Modern, à Londres ; à la Galerie d'art du Queensland à Brisbane, en Australie ; à la Galerie d'art moderne de Glasgow, en Écosse ; et au Musée d'art de Singapour.

## Monographies
Les Presses de l'Université de Californie publient en 1988 Waves and Plagues: The Art of Masami Teraoka (« Vagues et Fléaux : l'art de Masami Teraoka »). En 1997, Masami Teraoka : From Tradition to Technology, the Floating World (« De la tradition à la technologie, le monde flottant ») est publié par les Presses de l'université du Michigan. Une monographie complète sur l'artiste est publiée en 2006 par Chronicle Books.